# Centre d’entraînement Robert Louis-Dreyfus
A Centre d’entraînement Robert Louis-Dreyfus, eredeti, ismertebb nevén a La Commanderie, az Olympique de Marseille labdarúgócsapatának utánpótlásbázisának és edzőközpontjának otthont adó épület. 1991-ben épült Marseille-ben. 2009-ben nevezték át jelenlegi nevére a klub legendás elnöke, Robert Louis-Dreyfus halála után.